# Mare Orientale
Mer Orientale
Mare Orientale est ce que l'on appelle une mer lunaire. Elle a été créée par un impact d'une énorme météorite qui a soulevé les montagnes bordant le cratère. Le diamètre de celui-ci est de 900 km. Il s'agit de l'une des structures de la Lune les plus impressionnantes. 
La Mare Orientale est ceinturée par deux chaînes de montagnes, l'une interne, de plus de 700 kilomètres de diamètre, les Montes Rook et l'autre externe, de plus de 900 kilomètres, les Montes Cordillera.